# 倪蜕
倪蜕（?—?），本名鹏，字振九，自号蜕翁。松江府华亭县人，清朝画家。
隱居於薛山。工诗文，善山水畫，有王蒙風格。又精书法。因家贫，以游幕为生。曾任云南巡抚甘國璧的幕僚。晚年慕唐代劉蛻，改名倪蜕。著有《滇雲曆年傳》12卷。